# Lissotis
Lissotis Reichenbach, 1848 è un genere di uccelli della famiglia degli Otididi.

## Tassonomia
Comprende le seguenti specie:
- Lissotis melanogaster (Rüppell, 1835) - otarda ventrenero
- Lissotis hartlaubii  (Heuglin, 1863) - otarda di Hartlaub